# Winnipeg Jets (1972–1996)
Winnipeg Jets var en ishockeyklubb i Winnipeg i provinsen Manitoba i Kanada åren 1972–1996. Klubben startade i World Hockey Association men då WHA lades ner 1979 uppgick klubben i National Hockey League. På 1970-talet hade klubben framgångsrika svenska spelare som Anders Hedberg, Ulf Nilsson, Kent Nilsson och Lars-Erik Sjöberg (alla fyra invalda i WHA:s Hall of Fame). På 1980-talet var Thomas Steen och Bengt Lundholm framträdande svenskar i klubben.  Klubben vann Avco World Trophy 1976, 1978 och 1979. 1996 flyttade klubben till Phoenix i delstaten Arizona i USA och blev Phoenix Coyotes.  Efter många misslyckade säsonger flyttade klubben till salt lake city och blev Utah Hockey Club inför säsongen 2024/2025.
Återuppstått medlemsorganisation i National Hockey League (NHL) sedan 2011, när Atlanta Thrashers blev Jets.

## Lagkaptener
- Ab McDonald, 1972–1974
- Dan Johnson, 1974–75
- Lars-Erik Sjöberg, 1975–1978
- Barry Long, 1978–79
- Lars-Erik Sjöberg, 1979–80
- Morris Lukowich, 1980–81
- Dave Christian, 1981–82
- Lucien DeBlois, 1982–1984
- Dale Hawerchuk, 1984–1989
- Dale Hawerchuk,  Thomas Steen,  Randy Carlyle, 1989–90
- Thomas Steen,  Randy Carlyle, 1990–91
- Troy Murray, 1991–1993
- Dean Kennedy, 1993
- Keith Tkachuk, 1993–1995
- Kris King, 1995–96

## Tränare
- Bobby Hull, 1972–1974
- Rudy Pilous, 1974–75
- Bobby Hull, 1975
- Rudy Pilous, 1975
- Bobby Kromm, 1975–1977
- Larry Hillman, 1977–1979
- Tom McVie, 1979–80
- Bill Sutherland, 1980
- Tom McVie, 1980
- Bill Sutherland, 1980–81
- Mike Smith, 1981
- Tom Watt, 1981–1983
- Barry Long, 1983–1986
- John Ferguson, 1986
- Dan Maloney, 1986–1989
- Rick Bowness, 1989
- Bob Murdoch, 1989–1991
- John Paddock, 1991–1995
- Terry Simpson, 1995–96

## Spelare i Hockey Hall of Fame
- Bobby Hull, 1972–1980, Invald 1983
- Serge Savard, 1981–1983, Invald 1986
- Dale Hawerchuk, 1981–1990, Invald 2001

## Pensionerade tröjnummer
- #9 Bobby Hull
- #25 Thomas Steen

## Truppen för 1995–1996
| Målvakter | Målvakter | Målvakter          | Målvakter          | Målvakter         | Målvakter                                      | Målvakter                   | Målvakter                      | Målvakter |
| Nr        |           | Namn               | Namn               | Födelsedatum      | Födelseort                                     | Kom till laget från         | Lämnade för                    |           |
| --------- | --------- | ------------------ | ------------------ | ----------------- | ---------------------------------------------- | --------------------------- | ------------------------------ | --------- |
| 29        | Kanada    | Tim Cheveldae      | Tim Cheveldae      | 15 februari 1968  | Melville, Saskatchewan, Kanada                 | Detroit Red Wings (1993)    | Boston Bruins (1996)           |           |
| 31        | Kanada    | Scott Langkow      | Scott Langkow      | 21 april 1975     | Edmonton, Alberta, Kanada                      | Springfield Falcons (1995)  | Springfield Falcons (1996)     |           |
| 35        | Ryssland  | Nikolaj Chabibulin | Nikolaj Chabibulin | 13 januari 1973   | Sverdlovsk, Ryska SFSR, Sovjetunionen          | Springfield Falcons (1995)  | Phoenix Coyotes (1996)         |           |
| 37        | Kanada    | Tom Draper         | Tom Draper         | 20 november 1966  | Outremont, Québec, Kanada                      | New York Islanders (1995)   | Long Beach Ice Dogs (1996)     |           |
| 37        | Kanada    | Dominic Roussel    | Dominic Roussel    | 22 februari 1970  | Hull, Québec, Kanada                           | Philadelphia Flyers (1996)  | Philadelphia Phantoms (1996)   |           |
| Backar    |           |                    |                    |                   |                                                |                             |                                |           |
| Nr        |           | Namn               | Namn               | Födelsedatum      | Födelseort                                     | Kom till laget från         | Lämnade för                    |           |
| 3         | Kanada    | Brent Thompson     | Brent Thompson     | 9 januari 1971    | Calgary, Alberta, Kanada                       | Springfield Falcons (1995)  | Phoenix Roadrunners (1996)     |           |
| 4         | Kanada    | Dave Manson        | Dave Manson        | 27 januari 1967   | Prince Albert, Saskatchewan, Kanada            | Edmonton Oilers (1994)      | Phoenix Coyotes (1996)         |           |
| 5         | USA       | Deron Quint        | Deron Quint        | 12 mars 1976      | Durham, New Hampshire, USA                     | Springfield Falcons (1995)  | Springfield Falcons (1996)     |           |
| 6         | USA       | Dallas Eakins      | Dallas Eakins      | 27 februari 1967  | Dade City, Florida, USA                        | St. Louis Blues (1996)      | Springfield Falcons (1996)     |           |
| 26        | Ryssland  | Oleg Tverdovskij   | Oleg Tverdovskij   | 14 april 1967     | Donetsk, Ukrainska SSR, Sovjetunionen          | Anaheim Mighty Ducks (1995) | Phoenix Coyotes (1996)         |           |
| 27        | Finland   | Teppo Numminen     | Teppo Numminen     | 3 juli 1968       | Tammerfors, Finland                            | Tappara Tampere (1988)      | Phoenix Coyotes (1996)         |           |
| 28        | Kanada    | Craig Muni         | Craig Muni         | 19 juli 1962      | Toronto, Ontario, Kanada                       | Buffalo Sabres (1996)       | Pittsburgh Penguins (1996)     |           |
| 44        | Kanada    | Norm Maciver       | Norm Maciver       | 8 september 1964  | Thunder Bay, Ontario, Kanada                   | Pittsburgh Penguins (1995)  | Phoenix Coyotes (1996)         |           |
| 55        | Kanada    | Jason Doig         | Jason Doig         | 29 januari 1977   | Montréal, Québec, Kanada                       | Springfield Falcons (1995)  | Granby Predateurs (1996)       |           |
| –         | Kanada    | Stewart Malgunas   | Stewart Malgunas   | 21 april 1970     | Prince George, British Columbia, Kanada        | Portland Pirates (1995)     | Washington Capitals (1996)     |           |
| –         | Kanada    | Darryl Shannon     | Darryl Shannon     | 21 juni 1968      | Barrie, Ontario, Kanada                        | Moncton Hawks (1993)        | Buffalo Sabres (1996)          |           |
| –         | Kanada    | Neil Wilkinson     | Neil Wilkinson     | 15 augusti 1967   | Selkirk, Manitoba, Kanada                      | Chicago Blackhawks (1994)   | Pittsburgh Penguins (1995)     |           |
| Forwards  |           |                    |                    |                   |                                                |                             |                                |           |
| Nr        |           | Namn               | Pos                | Födelsedatum      | Födelseort                                     | Kom till laget från         | Lämnade för                    |           |
| 7         | USA       | Keith Tkachuk      | C                  | 28 maj 1972       | Melrose, Massachusetts, USA                    | Boston University (1991)    | Phoenix Coyotes (1996)         |           |
| 10        | Ryssland  | Alexej Zjamnov     | C                  | 1 oktober 1970    | Moskva, Ryska SFSR, Sovjetunionen              | HC Dynamo Moskva (1992)     | Chicago Blackhawks (1996)      |           |
| 11        | Kanada    | Dallas Drake       | RW                 | 4 februari 1969   | Trail, British Columbia, Kanada                | Detroit Red Wings (1994)    | Phoenix Coyotes (1996)         |           |
| 12        | Kanada    | Rob Murray         | C                  | 4 april 1967      | Toronto, Ontario, Kanada                       | Moncton Hawks (1992)        | Springfield Falcons (1996)     |           |
| 14        | Kanada    | Mike Stapleton     | C                  | 5 maj 1966        | Sarnia, Ontario, Kanada                        | Edmonton Oilers (1995)      | Phoenix Coyotes (1996)         |           |
| 15        | Kanada    | Randy Gilhen       | LW                 | 13 juni 1963      | Winnipeg, Manitoba, Kanada                     | Florida Panthers (1993)     | Manitoba Moose (1996)          |           |
| 16        | USA       | Ed Olczyk          | C                  | 16 augusti 1966   | Chicago, Illinois, USA                         | New York Rangers (1995)     | Los Angeles Kings (1996)       |           |
| 17        | Kanada    | Kris King - C      | LW                 | 18 februari 1966  | Bracebridge, Ontario, Kanada                   | New York Rangers (1992)     | Phoenix Coyotes (1996)         |           |
| 18        | Kanada    | Chad Kilger        | C                  | 27 november 1976  | Cornwall, Ontario, Kanada                      | Anaheim Mighty Ducks (1996) | Phoenix Coyotes (1996)         |           |
| 19        | Kanada    | Shane Doan         | C                  | 10 oktober 1976   | Halkirk, Alberta, Kanada                       | Kamloops Blazers (1995)     | Phoenix Coyotes (1996)         |           |
| 21        | Kanada    | Denis Chasse       | RW                 | 7 februari 1970   | Montréal, Québec, Kanada                       | Washington Capitals (1996)  | Ottawa Senators (1996)         |           |
| 22        | Kanada    | Craig Mills        | RW                 | 27 augusti 1976   | Toronto, Ontario, Kanada                       | Belleville Bulls (1996)     | Indianapolis Ice (1996)        |           |
| 23        | Ryssland  | Igor Koroljov      | C                  | 6 september 1970  | Moskva, Ryska SFSR, Sovjetunionen              | HC Dynamo Moskva (1994)     | Phoenix Coyotes (1996)         |           |
| 29        | USA       | Craig Janney       | C                  | 26 september 1967 | Hartford, Connecticut, USA                     | San Jose Sharks (1996)      | Phoenix Coyotes (1996)         |           |
| 30        | USA       | Ed Ronan           | RW                 | 21 mars 1968      | Quincy, Massachusetts, USA                     | Springfield Falcons (1995)  | Rochester Americans (1996)     |           |
| 32        | Kanada    | Mike Eastwood      | C                  | 1 juli 1967       | Ottawa, Ontario, Kanada                        | Toronto Maple Leafs (1995)  | Phoenix Coyotes (1996)         |           |
| 33        | Kanada    | Jim McKenzie       | LW                 | 3 november 1969   | Gull Lake, Saskatchewan, Kanada                | Pittsburgh Penguins (1995)  | Phoenix Coyotes (1996)         |           |
| 34        | Kanada    | Darrin Shannon     | LW                 | 8 december 1969   | Barrie, Ontario, Kanada                        | Buffalo Sabres (1991)       | Phoenix Coyotes (1996)         |           |
| 39        | Kanada    | Iain Fraser        | C                  | 10 augusti 1969   | Scarborough, Ontario, Kanada                   | Springfield Falcons (1995)  | Kentucky Thoroughblades (1996) |           |
| 43        | Ryssland  | Ravil Gusmanov     | LW                 | 25 juli 1972      | Naberezjnyje Tjelny, Ryska SFSR, Sovjetunionen | Springfield Falcons (1995)  | Springfield Falcons (1996)     |           |
| –         | Tjeckien  | Michal Grošek      | RW                 | 1 juni 1975       | Vyškov, Tjeckoslovakien                        | Moncton Hawks (1994)        | Buffalo Sabres (1996)          |           |
| –         | Finland   | Teemu Selänne      | RW                 | 3 juli 1970       | Helsingfors, Finland                           | Jokerit (1992)              | Anaheim Mighty Ducks (1996)    |           |
| –         | USA       | Darren Turcotte    | C                  | 2 mars 1968       | Boston, Massachusetts, USA                     | Hartford Whalers (1995)     | San Jose Sharks (1996)         |           |

## Svenskar i Jets
| Spelare           | Position       | Matcher¹ | Matcher² | Från | Till | Tröjnummer | Stanley Cup's | Övrigt                                                      |
| ----------------- | -------------- | -------- | -------- | ---- | ---- | ---------- | ------------- | ----------------------------------------------------------- |
| Curt Larsson      | Målvakt        | 68       | 3        | 1974 | 1977 | 24,30      | 0             | (WHA)                                                       |
| Anders Hedberg    | Högerforward   | 286      | 41       | 1974 | 1978 | 15         | 0             | (WHA)                                                       |
| Thommie Bergman   | Back           | 234      | 13       | 1974 | 1978 | 2          | 0             | (WHA)                                                       |
| Ulf Nilsson       | Center         | 300      | 42       | 1974 | 1978 | 14         | 0             | (WHA)                                                       |
| Lars-Erik Sjöberg | Back           | 295      | 52       | 1974 | 1980 | 4          | 0             | (1974–1979 WHA), Lagkapten 1975–1978 (WHA), 1979–1980 (NHL) |
| Mats Lindh        | Center         | 138      | 33       | 1975 | 1977 | 19         | 0             | (WHA)                                                       |
| Willy Lindström   | Högerforward   | 604      | 55       | 1975 | 1983 | 20         | 0             | (1975-1979 WHA)                                             |
| Dan Labraaten     | Vänsterforward | 111      | 24       | 1976 | 1978 | 21         | 0             | (WHA)                                                       |
| Kent Nilsson      | Center         | 158      | 19       | 1977 | 1979 | 11         | 0             | (WHA)                                                       |
| Roland Eriksson   | Center         | 33       | 10       | 1979 | 1979 | 19         | 0             | (WHA)                                                       |
| Anders Steen      | Center         | 42       | 0        | 1980 | 1981 | 17         | 0             |                                                             |
| Bengt Lundholm    | Vänsterforward | 275      | 14       | 1981 | 1986 | 22, 4      | 0             |                                                             |
| Thomas Steen      | Center         | 950      | 56       | 1981 | 1995 | 26, 25     | 0             | Steens tröja 25 blev pensionerad den 6 maj 1995             |
| Fredrik Olausson  | Back           | 496      | 35       | 1986 | 1993 | 4          | 0             |                                                             |

¹ = Grundserie
² = Slutspel